# Sphenomorphus incertus
Sphenomorphus incertus е вид влечуго от семейство Сцинкови (Scincidae). Видът не е застрашен от изчезване.

## Разпространение
Разпространен е в Гватемала и Хондурас.